# Ruta Nacional 158 (Argentina)
La Ruta Nacional 158 es una carretera argentina, que se encuentra en el centro-este de la provincia de Córdoba. Desde el empalme con la Ruta Nacional 19 en San Francisco hasta el empalme con la Ruta Nacional 36 en Río Cuarto, recorre 285 km totalmente asfaltados, numerados del kilómetro 0 al 285.
Este camino forma parte del Corredor Mercosur-Chile, definido por IIRSA como uno de los tres ejes de integración en Argentina.
Antiguamente este camino era la Ruta Provincial 1. Mediante un convenio realizado el 19 de octubre de 1976, esta ruta pasó a jurisdicción nacional. En 2012 se construyó como extensión la autovía 19, que se inicia en la ruta nacional 11 y finaliza en la ruta nacional 158. Con la incorporación del nuevo tramo, quedaron habilitados nuevos caminos por 118,5 kilómetros. Paralelamente 
Los trabajos de repavimentación y ensanche de  135 kilómetros entre Villa María y Río Cuarto fueron terminados en 2013.
 En 2013 la presidenta Cristina Fernández de Kirchner inauguró  los tramos Bell Ville-Leones en la autopista Córdoba-Rosario y Villa María-General Deheza  y Chucul- Río Cuarto en la ruta nacional 158 que demandaron una inversión de  800 millones de pesos. El tramo de Villa María se está haciendo una circunvalacion

## Ciudades
Las ciudades y pueblos por los que pasa esta ruta de noreste a sudoeste son los siguientes (los pueblos con menos de 5000 habitantes figuran en itálica).

### Provincia de Córdoba
Recorrido: 285 km (kilómetro 0 a 285).
- Departamento San Justo: San Francisco (kilómetro 0), Monte Redondo (km 9), Quebracho Herrado (km 17), Colonia Prosperidad (km 33), Saturnino María Laspiur (km 46), Las Varas (km 64), Las Varillas (km 78) y Trincheras (km 89).
- Departamento Río Segundo: Pozo del Molle (km 102).
- Departamento General San Martín: La Playosa (km 116), Arroyo Algodón (km 133), Las Mojarras (km 146), Villa María (km 159), Arroyo Cabral (km 175) y Luca (km 185).
- Departamento Tercero Arriba: Dalmacio Vélez Sársfield (km 196) y Las Perdices (km 212).
- Departamento Juárez Celman: General Deheza (km 223), General Cabrera (km 234) y Carnerillo (km 250).
- Departamento Río Cuarto: Chucul (km 267), Las Higueras (km 283) y Río Cuarto (km 285)

## Recorrido
A continuación, se muestra un mapa esquemático de los principales cruces de esta ruta:
|  |  | STR |

|  | STRq | KRZ+lr | STRq |

|  |  | STR |

|  |  | eBUE |

|  | RMq | RMIco | RMq |

|  |  | STR |

|  | STRq | ABZlr+lr | STRq |

|  |  | STR |

|  | STRq | ABZgr+r |  |

|  |  | STR |

|  | WASSERq | WBRÜCKE1 | WASSERq |

|  |  | STR |

|  |  | STR | FLUG |

|  |  | STR |

|  | RMq | RMIdu | RMq |

|  |  | MWNODEr | STRq |

|  |  | STR |

| SHOPPING | CONTgq | ABZgr+r |  |

|  | STRq | MWNODE | STRq |

|  | RMq | MWNODE | RMq |

| lDAMPF |  | SKRZ-GBUE |  |

| exlDAMPF |  | SKRZ-GBUE |  |

|  | STRq | MWNODE | RMq |

|  |  | STR |

|  | WASSERq | hKRZWae | WASSERq |

|  | STRq | ABZlr+lr | STRq |

|  |  | STR |

|  | WASSERq | WBRÜCKE1 | WASSERq |

|  |  | TEEaq | STRq |

|  |  | STR |

|  | STRq | ABZgr+r |  |

|  | STRq | ABZlr+lr | STRq |

|  |  | eBUE |

|  | WASSERq | WBRÜCKE1 | WASSERq |

|  |  | STR |

|  |  | STR | WORKS |

|  |  | STR |

|  |  | TEEaq | WORKS |

|  |  | STR |

|  | WASSERq | WBRÜCKE1 | WASSERq |

|  |  | STR |

|  | WASSERq | WBRÜCKE1 | WASSERq |

|  | RMq | RMIhueq |  |

|  |  | STR |

|  | WASSERq | WBRÜCKE1 | WASSERq |

|  |  | STR |

|  |  | ABZgl+l | STRq |

|  | WASSERq | WBRÜCKE1 | WASSERq |

|  |  | STR |

| exlDAMPF |  | SKRZ-GBUE |  |

|  |  | STR |

|  | STRq | ABZlr+lr | STRq |

|  |  | STR |

## Nomenclatura municipal
Debido a que esta ruta discurre por el centro de varias localidades, recibe distintos nombres de avenida en cada jurisdicción:
- Departamento San Justo: 
  - Saturnino María Laspiur: Dr. Lamelas.
  - Las Varas: Manuel Belgrano.
  - Las Varillas: Bernardino Rivadavia y Bartolomé Mitre

- Departamento Río Segundo:
  - Pozo del Molle: 9 de Julio y Libertad.

- Departamento General San Martín: 
  - La Playosa: Bv. Buenos Aires.
  - Arroyo Algodón: Av. Buenos Aires.
  - Villa María: Av. Eva Perón, Bv. Argentino - Ricardo Alfonsín, Bv. Vélez Sarfield y Bv. Colón.
  - Arroyo Cabral: Bv. Bautista Bolero.
  - Luca: Bv. San Martín.

- Departamento Tercero Arriba:
  - Dalmacio Vélez: Av. San Martín.
  - Las Perdices: Int. Caffaratti.

- Departamento Juárez Celman:
  - General Deheza: Juan Pablo II y Buenos Aires.
  - General Cabrera: Av. San Martín.

- Departamento Río Cuarto:
  - Chucul: Av. San Martín.
  - Las Higueras: Bv. Hipólito Yrigoyen.
  - Río Cuarto: Bv. Obispo Leopoldo Buteler.